# A párizsi RER állomásainak listája
Ez a lista a Párizsban található RER elővárosi vasúthálózat állomásait sorolja fel.

## Állomások listája
| Név                                                        | Vasútvonal | Közigazgatási egység                                                                            | Kép |
| ---------------------------------------------------------- | --- | ----------------------------------------------------------------------------------------------- | --- |
| 1-es zóna                                                  | | Île-de-France                                                                                   |     |
| A RER-vonal                                                | | Párizs Seine-et-Marne Yvelines Hauts-de-Seine Seine-Saint-Denis Val-de-Marne Val-d’Oise         |     |
| Auber                                                      | | Párizs Párizs 9. kerülete                                                                       |     |
| Aérofret station                                           | B RER-vonal |                                                                                                 |     |
| B RER-vonal                                                | | Párizs Seine-et-Marne Yvelines Essonne Hauts-de-Seine Seine-Saint-Denis Val-de-Marne Val-d’Oise |     |
| Barreau de Gonesse                                         | |                                                                                                 |     |
| D RER-vonal                                                | | Loiret Oise Párizs Seine-et-Marne Essonne Seine-Saint-Denis Val-de-Marne Val-d’Oise             |     |
| Gare Aéroport Charles-de-Gaulle 1                          | Aulnay-sous-Bois-Roissy 2-RER-vasútvonal | Tremblay-en-France                                                                              |     |
| Gare Aéroport Charles-de-Gaulle 2 TGV                      | LGV Interconnexion Est Aulnay-sous-Bois-Roissy 2-RER-vasútvonal                                                                                          | Tremblay-en-France Roissy-en-France                                                             |     |
| Gare Rosa-Parks                                            | Párizs-Strasbourg-vasútvonal Párizs–Mulhouse-vasútvonal                                                                                                  | Párizs 19. kerülete                                                                             |     |
| Gare de Avenue du Président Kennedy                        | Ermont-Eaubonne-Champ-de-Mars-vasútvonal | Párizs Párizs 16. kerülete                                                                      |     |
| Gare de Bagneux                                            | Ligne de Sceaux | Cachan                                                                                          |     |
| Gare de Ballancourt                                        | Villeneuve-Saint-Georges-Montargis-vasútvonal | Ballancourt-sur-Essonne                                                                         |     |
| Gare de Boigneville                                        | Villeneuve-Saint-Georges-Montargis-vasútvonal | Boigneville                                                                                     |     |
| Gare de Boissise-le-Roi                                    | Corbeil-Essonnes-Montereau-vasútvonal | Boissise-le-Roi                                                                                 |     |
| Gare de Boissy-Saint-Léger                                 | Paris-Bastille-Marles-en-Brie-vasútvonal | Boissy-Saint-Léger                                                                              |     |
| Gare de Bondy                                              | Párizs-Strasbourg-vasútvonal Bondy–Aulnay-sous-Bois-vasútvonal                                                                                           | Bondy                                                                                           |     |
| Gare de Boulainvilliers                                    | Ermont-Eaubonne-Champ-de-Mars-vasútvonal | Párizs Párizs 16. kerülete                                                                      |     |
| Gare de Bouray                                             | Párizs–Bordeaux-vasútvonal | Lardy                                                                                           |     |
| Gare de Bourg-la-Reine                                     | Ligne de Sceaux | Bourg-la-Reine                                                                                  |     |
| Gare de Boussy-Saint-Antoine                               | Párizs–Marseille-vasútvonal | Boussy-Saint-Antoine                                                                            |     |
| Gare de Boutigny                                           | Villeneuve-Saint-Georges-Montargis-vasútvonal | Boutigny Boutigny-sur-Essonne                                                                   |     |
| Gare de Breuillet - Bruyères-le-Châtel                     | Párizs-Tours-vasútvonal | Breuillet                                                                                       |     |
| Gare de Breuillet - Village                                | Párizs-Tours-vasútvonal | Breuillet                                                                                       |     |
| Gare de Brunoy                                             | Párizs–Marseille-vasútvonal | Brunoy                                                                                          |     |
| Gare de Bry-sur-Marne                                      | | Bry-sur-Marne                                                                                   |     |
| Gare de Brétigny                                           | Párizs–Bordeaux-vasútvonal Párizs-Tours-vasútvonal | Brétigny-sur-Orge                                                                               |     |
| Gare de Buno - Gironville                                  | Villeneuve-Saint-Georges-Montargis-vasútvonal | Buno-Bonnevaux                                                                                  |     |
| Gare de Bures-sur-Yvette                                   | Ligne de Sceaux | Bures-sur-Yvette                                                                                |     |
| Gare de Bussy-Saint-Georges                                | | Bussy-Saint-Georges                                                                             |     |
| Gare de Cergy-Préfecture                                   | Ligne de la bifurcation de Neuville à Cergy-Préfecture                                                                                                   | Cergy-Préfecture                                                                                |     |
| Gare de Cergy-Saint-Christophe                             | Ligne de la bifurcation de Neuville à Cergy-Préfecture                                                                                                   | Cergy                                                                                           |     |
| Gare de Cergy-le-Haut                                      | Ligne de la bifurcation de Neuville à Cergy-Préfecture                                                                                                   | Cergy                                                                                           |     |
| Gare de Cernay                                             | Saint-Denis–Dieppe-vasútvonal | Ermont                                                                                          |     |
| Gare de Cesson                                             | Párizs–Marseille-vasútvonal | Cesson                                                                                          |     |
| Gare de Chamarande                                         | Párizs–Bordeaux-vasútvonal | Chamarande                                                                                      |     |
| Gare de Champigny                                          | Paris-Bastille-Marles-en-Brie-vasútvonal Grande Ceinture line                                                                                            | Saint-Maur-des-Fossés                                                                           |     |
| Gare de Chantilly - Gouvieux                               | Párizs-Lille-vasútvonal | Chantilly                                                                                       |     |
| Gare de Charles-de-Gaulle - Étoile                         | A RER-vonal | Párizs Párizs 8. kerülete                                                                       |     |
| Gare de Chatou - Croissy                                   | Párizs-Saint-Lazare–Saint-Germain-en-Laye-vasútvonal | Chatou                                                                                          |     |
| Gare de Chaville - Vélizy                                  | Invalides-Versailles-Rive-Gauche-vasútvonal | Viroflay                                                                                        |     |
| Gare de Chelles - Gournay                                  | Párizs-Strasbourg-vasútvonal | Chelles                                                                                         |     |
| Gare de Choisy-le-Roi                                      | Párizs–Bordeaux-vasútvonal Choisy-le-Roi-Massy - Verrières-vasútvonal                                                                                    | Choisy-le-Roi                                                                                   |     |
| Gare de Châtelet – Les Halles                              | | Párizs 1. kerülete                                                                              |     |
| Gare de Cité Universitaire                                 | Ligne de Sceaux | Párizs Párizs 14. kerülete                                                                      |     |
| Gare de Combs-la-Ville - Quincy                            | Párizs–Marseille-vasútvonal | Combs-la-Ville                                                                                  |     |
| Gare de Conflans-Fin-d'Oise                                | Párizs-Saint-Lazare-Mantes-Station via Conflans-Sainte-Honorine-vasútvonal Achères-Pontoise-vasútvonal                                                   | Conflans-Sainte-Honorine                                                                        |     |
| Gare de Corbeil-Essonnes                                   | Villeneuve-Saint-Georges-Montargis-vasútvonal Grigny-Corbeil-Essonnes-vasútvonal Corbeil-Essonnes-Montereau-vasútvonal                                   | Corbeil-Essonnes                                                                                |     |
| Gare de Courcelle-sur-Yvette                               | Ligne de Sceaux | Gif-sur-Yvette                                                                                  |     |
| Gare de Creil                                              | Párizs-Lille-vasútvonal Creil–Jeumont-vasútvonal | Creil                                                                                           |     |
| Gare de Créteil-Pompadour                                  | Párizs–Marseille-vasútvonal | Créteil                                                                                         |     |
| Gare de Denfert-Rochereau                                  | Ligne de Sceaux | Párizs 14. kerülete                                                                             |     |
| Gare de Dourdan                                            | Párizs-Tours-vasútvonal | Dourdan                                                                                         |     |
| Gare de Dourdan - La Forêt                                 | Párizs-Tours-vasútvonal | Dourdan                                                                                         |     |
| Gare de Drancy                                             | La Plain-Hirson-vasútvonal | Drancy                                                                                          |     |
| Gare de Fontaine Michalon                                  | Ligne de Sceaux | Antony                                                                                          |     |
| Gare de Fontenay-aux-Roses                                 | Ligne de Sceaux | Fontenay-aux-Roses                                                                              |     |
| Gare de Fontenay-sous-Bois                                 | Paris-Bastille-Marles-en-Brie-vasútvonal | Fontenay-sous-Bois                                                                              |     |
| Gare de Franconville - Le Plessis-Bouchard                 | Saint-Denis–Dieppe-vasútvonal | Franconville                                                                                    |     |
| Gare de Gagny                                              | Noisy-le-Sec-Strasbourg-Ville-vasútvonal | Gagny                                                                                           |     |
| Gare de Garges - Sarcelles                                 | Párizs-Lille-vasútvonal | Garges-lès-Gonesse                                                                              |     |
| Gare de Gennevilliers                                      | Ermont-Eaubonne-Champ-de-Mars-vasútvonal | Gennevilliers                                                                                   |     |
| Gare de Gentilly                                           | Ligne de Sceaux | Gentilly                                                                                        |     |
| Gare de Gif-sur-Yvette                                     | Ligne de Sceaux | Gif-sur-Yvette                                                                                  |     |
| Gare de Goussainville                                      | Párizs-Lille-vasútvonal | Goussainville                                                                                   |     |
| Gare de Gretz-Armainvilliers                               | Párizs–Mulhouse-vasútvonal Gretz-Armainvilliers-Sézanne-vasútvonal                                                                                       | Gretz-Armainvilliers                                                                            |     |
| Gare de Grigny-Centre                                      | Grigny-Corbeil-Essonnes-vasútvonal | Grigny                                                                                          |     |
| Gare de Haussmann – Saint-Lazare                           | | Párizs 9. kerülete                                                                              |     |
| Gare de Houilles - Carrières-sur-Seine                     | Párizs–Le Havre-vasútvonal Nanterre-Université-Sartrouville-vasútvonal                                                                                   | Houilles                                                                                        |     |
| Gare de Javel                                              | Invalides-Versailles-Rive-Gauche-vasútvonal | Párizs 15. kerülete                                                                             |     |
| Gare de Joinville-le-Pont                                  | Paris-Bastille-Marles-en-Brie-vasútvonal | Joinville-le-Pont                                                                               |     |
| Gare de Juvisy                                             | Párizs–Bordeaux-vasútvonal Villeneuve-Saint-Georges-Montargis-vasútvonal Grande Ceinture line                                                            | Juvisy-sur-Orge                                                                                 |     |
| Gare de La Borne Blanche                                   | Párizs-Lille-vasútvonal | Orry-la-Ville                                                                                   |     |
| Gare de La Courneuve - Aubervilliers                       | La Plain-Hirson-vasútvonal | La Courneuve                                                                                    |     |
| Gare de La Croix de Berny                                  | Ligne de Sceaux | Antony                                                                                          |     |
| Gare de La Ferté-Alais                                     | Villeneuve-Saint-Georges-Montargis-vasútvonal | La Ferté-Alais                                                                                  |     |
| Gare de La Hacquinière                                     | Ligne de Sceaux | Bures-sur-Yvette                                                                                |     |
| Gare de La Norville - Saint-Germain-lès-Arpajon            | Párizs-Tours-vasútvonal | La Norville                                                                                     |     |
| Gare de La Plaine - Stade de France                        | La Plain-Hirson-vasútvonal | Saint-Denis Saint-Denis (Seine-Saint-Denis)                                                     |     |
| Gare de La Varenne - Chennevières                          | Paris-Bastille-Marles-en-Brie-vasútvonal | Saint-Maur-des-Fossés                                                                           |     |
| Gare de Laplace                                            | Ligne de Sceaux | Arcueil                                                                                         |     |
| Gare de Lardy                                              | Párizs–Bordeaux-vasútvonal | Lardy                                                                                           |     |
| Gare de Lieusaint - Moissy                                 | Párizs–Marseille-vasútvonal | Lieusaint                                                                                       |     |
| Gare de Lognes                                             | | Lognes                                                                                          |     |
| Gare de Louvres                                            | Párizs-Lille-vasútvonal | Louvres                                                                                         |     |
| Gare de Lozère                                             | Ligne de Sceaux | Palaiseau                                                                                       |     |
| Gare de Magenta                                            | | Párizs 10. kerülete                                                                             |     |
| Gare de Maisons-Alfort - Alfortville                       | Párizs–Marseille-vasútvonal | Maisons-Alfort                                                                                  |     |
| Gare de Maisons-Laffitte                                   | Párizs–Le Havre-vasútvonal Grande Ceinture line | Maisons-Laffitte                                                                                |     |
| Gare de Maisse                                             | Villeneuve-Saint-Georges-Montargis-vasútvonal | Maisse                                                                                          |     |
| Gare de Malesherbes                                        | Villeneuve-Saint-Georges-Montargis-vasútvonal Aubrais - Orléans à Malesherbes-vasútvonal                                                                 | Malesherbes Le Malesherbois                                                                     |     |
| Gare de Marne-la-Vallée - Chessy                           | LGV Interconnexion Est | Chessy                                                                                          |     |
| Gare de Marolles-en-Hurepoix                               | Párizs–Bordeaux-vasútvonal | Marolles-en-Hurepoix                                                                            |     |
| Gare de Massy - Palaiseau                                  | Ligne de Sceaux Grande Ceinture line | Massy                                                                                           |     |
| Gare de Massy - Verrières                                  | Ligne de Sceaux Choisy-le-Roi-Massy - Verrières-vasútvonal                                                                                               | Massy                                                                                           |     |
| Gare de Melun                                              | Párizs–Marseille-vasútvonal | Melun                                                                                           |     |
| Gare de Mennecy                                            | Villeneuve-Saint-Georges-Montargis-vasútvonal | Mennecy                                                                                         |     |
| Gare de Meudon-Val-Fleury                                  | Invalides-Versailles-Rive-Gauche-vasútvonal | Meudon                                                                                          |     |
| Gare de Mitry - Claye                                      | La Plain-Hirson-vasútvonal | Mitry-Mory                                                                                      |     |
| Gare de Montgeron - Crosne                                 | Párizs–Marseille-vasútvonal | Montgeron                                                                                       |     |
| Gare de Montigny - Beauchamp                               | Saint-Denis–Dieppe-vasútvonal | Montigny-lès-Cormeilles                                                                         |     |
| Gare de Moulin-Galant                                      | Villeneuve-Saint-Georges-Montargis-vasútvonal | Corbeil-Essonnes                                                                                |     |
| Gare de Musée d’Orsay                                      | Quai-d'Orsay–Paris-Austerlitz-vasútvonal | Párizs 7. kerülete                                                                              |     |
| Gare de Nanterre-Préfecture                                | Párizs-Saint-Lazare–Saint-Germain-en-Laye-vasútvonal Nanterre-Université-Sartrouville-vasútvonal                                                         | Nanterre                                                                                        |     |
| Gare de Nanterre-Université                                | Párizs-Saint-Lazare–Saint-Germain-en-Laye-vasútvonal Nanterre-Université-Sartrouville-vasútvonal                                                         | Nanterre                                                                                        |     |
| Gare de Nanterre-Ville                                     | Párizs-Saint-Lazare–Saint-Germain-en-Laye-vasútvonal | Nanterre                                                                                        |     |
| Gare de Neuilly - Porte Maillot                            | Ermont-Eaubonne-Champ-de-Mars-vasútvonal | Párizs 17. kerülete                                                                             |     |
| Gare de Neuilly-Plaisance                                  | | Neuilly-Plaisance                                                                               |     |
| Gare de Neuville-Université                                | Ligne de la bifurcation de Neuville à Cergy-Préfecture                                                                                                   | Neuville-sur-Oise                                                                               |     |
| Gare de Nogent - Le Perreux                                | Párizs–Mulhouse-vasútvonal Grande Ceinture line | Nogent-sur-Marne                                                                                |     |
| Gare de Nogent-sur-Marne                                   | Paris-Bastille-Marles-en-Brie-vasútvonal | Nogent-sur-Marne                                                                                |     |
| Gare de Noisiel                                            | | Noisiel                                                                                         |     |
| Gare de Noisy - Champs                                     | | Noisy-le-Grand                                                                                  |     |
| Gare de Noisy-le-Grand - Mont d'Est                        | | Noisy-le-Grand                                                                                  |     |
| Gare de Noisy-le-Sec                                       | Noisy-le-Sec-Strasbourg-Ville-vasútvonal Párizs–Mulhouse-vasútvonal                                                                                      | Noisy-le-Sec                                                                                    |     |
| Gare de Palaiseau                                          | Ligne de Sceaux | Palaiseau                                                                                       |     |
| Gare de Palaiseau - Villebon                               | Ligne de Sceaux | Palaiseau                                                                                       |     |
| Gare de Pantin                                             | Párizs–Mulhouse-vasútvonal La Plaine-Pantin -vasútvonal Párizs-Strasbourg-vasútvonal                                                                     | Pantin                                                                                          |     |
| Gare de Pereire - Levallois                                | Ermont-Eaubonne-Champ-de-Mars-vasútvonal | Párizs Párizs 17. kerülete                                                                      |     |
| Gare de Pierrefitte - Stains                               | Párizs-Lille-vasútvonal | Pierrefitte-sur-Seine Saint-Denis (Seine-Saint-Denis)                                           |     |
| Gare de Pierrelaye                                         | Saint-Denis–Dieppe-vasútvonal Pierrelaye-Creil-vasútvonal                                                                                                | Pierrelaye                                                                                      |     |
| Gare de Poissy                                             | Párizs–Le Havre-vasútvonal | Poissy                                                                                          |     |
| Gare de Ponthierry - Pringy                                | Corbeil-Essonnes-Montereau-vasútvonal | Saint-Fargeau-Ponthierry                                                                        |     |
| Gare de Pontoise                                           | Saint-Denis–Dieppe-vasútvonal | Pontoise                                                                                        |     |
| Gare de Porchefontaine                                     | Invalides-Versailles-Rive-Gauche-vasútvonal | Versailles                                                                                      |     |
| Gare de Port-Royal                                         | Ligne de Sceaux | Párizs Párizs 5. kerülete                                                                       |     |
| Gare de Ris-Orangis                                        | Villeneuve-Saint-Georges-Montargis-vasútvonal | Ris-Orangis                                                                                     |     |
| Gare de Robinson                                           | Ligne de Sceaux | Sceaux                                                                                          |     |
| Gare de Roissy-en-Brie                                     | Párizs–Mulhouse-vasútvonal | Roissy-en-Brie                                                                                  |     |
| Gare de Rosny-Bois-Perrier                                 | Párizs–Mulhouse-vasútvonal Grande Ceinture line | Rosny-sous-Bois                                                                                 |     |
| Gare de Rosny-sous-Bois                                    | Párizs–Mulhouse-vasútvonal Grande Ceinture line | Rosny-sous-Bois                                                                                 |     |
| Gare de Rueil-Malmaison                                    | Párizs-Saint-Lazare–Saint-Germain-en-Laye-vasútvonal | Rueil-Malmaison                                                                                 |     |
| Gare de Rungis - La Fraternelle                            | Choisy-le-Roi-Massy - Verrières-vasútvonal | Rungis                                                                                          |     |
| Gare de Saint-Chéron                                       | Párizs-Tours-vasútvonal | Saint-Chéron                                                                                    |     |
| Gare de Saint-Cyr                                          | Párizs–Brest-vasútvonal Saint-Cyr-Surdon-vasútvonal | Saint-Cyr-l’École                                                                               |     |
| Gare de Saint-Denis                                        | Párizs-Lille-vasútvonal Saint-Denis–Dieppe-vasútvonal | Saint-Denis Saint-Denis (Seine-Saint-Denis)                                                     |     |
| Gare de Saint-Fargeau                                      | Corbeil-Essonnes-Montereau-vasútvonal | Saint-Fargeau-Ponthierry                                                                        |     |
| Gare de Saint-Germain-en-Laye                              | Párizs-Saint-Lazare–Saint-Germain-en-Laye-vasútvonal | Saint-Germain-en-Laye                                                                           |     |
| Gare de Saint-Gratien                                      | Ermont-Eaubonne-Champ-de-Mars-vasútvonal | Saint-Gratien                                                                                   |     |
| Gare de Saint-Martin-d'Étampes                             | Étampes-Beaune-la-Rolande-vasútvonal | Étampes                                                                                         |     |
| Gare de Saint-Maur - Créteil                               | Paris-Bastille-Marles-en-Brie-vasútvonal | Saint-Maur-des-Fossés                                                                           |     |
| Gare de Saint-Michel - Notre-Dame                          | Quai-d'Orsay–Paris-Austerlitz-vasútvonal B RER-vonal | Párizs 6. kerülete Párizs 5. kerülete                                                           |     |
| Gare de Saint-Michel-sur-Orge                              | Párizs–Bordeaux-vasútvonal | Saint-Michel-sur-Orge                                                                           |     |
| Gare de Saint-Ouen                                         | Ermont-Eaubonne-Champ-de-Mars-vasútvonal | Saint-Ouen-sur-Seine                                                                            |     |
| Gare de Saint-Ouen-l'Aumône                                | Saint-Denis–Dieppe-vasútvonal | Saint-Ouen-l’Aumône                                                                             |     |
| Gare de Saint-Ouen-l'Aumône-Liesse                         | Saint-Denis–Dieppe-vasútvonal Pierrelaye-Creil-vasútvonal                                                                                                | Saint-Ouen-l’Aumône                                                                             |     |
| Gare de Saint-Quentin-en-Yvelines - Montigny-le-Bretonneux | Párizs–Brest-vasútvonal | Montigny-le-Bretonneux                                                                          |     |
| Gare de Saint-Rémy-lès-Chevreuse                           | Ligne de Sceaux | Saint-Rémy-lès-Chevreuse                                                                        |     |
| Gare de Sainte-Geneviève-des-Bois                          | Párizs–Bordeaux-vasútvonal | Sainte-Geneviève-des-Bois                                                                       |     |
| Gare de Sartrouville                                       | Párizs–Le Havre-vasútvonal Nanterre-Université-Sartrouville-vasútvonal                                                                                   | Sartrouville                                                                                    |     |
| Gare de Savigny-le-Temple - Nandy                          | Párizs–Marseille-vasútvonal | Savigny-le-Temple                                                                               |     |
| Gare de Savigny-sur-Orge                                   | Párizs–Bordeaux-vasútvonal Grande Ceinture line | Savigny-sur-Orge                                                                                |     |
| Gare de Sceaux                                             | Ligne de Sceaux | Sceaux                                                                                          |     |
| Gare de Sermaise                                           | Párizs-Tours-vasútvonal | Sermaise                                                                                        |     |
| Gare de Sevran - Beaudottes                                | Aulnay-sous-Bois-Roissy 2-RER-vasútvonal 16-os metróvonal                                                                                                | Sevran                                                                                          |     |
| Gare de Sevran - Livry                                     | La Plain-Hirson-vasútvonal | Sevran                                                                                          |     |
| Gare de Sucy - Bonneuil                                    | Paris-Bastille-Marles-en-Brie-vasútvonal Grande Ceinture line Ligne de Bobigny à Sucy - Bonneuil                                                         | Sucy-en-Brie                                                                                    |     |
| Gare de Survilliers - Fosses                               | Párizs-Lille-vasútvonal | Fosses                                                                                          |     |
| Gare de Torcy                                              | | Torcy                                                                                           |     |
| Gare de Tournan                                            | Gretz-Armainvilliers-Sézanne-vasútvonal | Tournan-en-Brie                                                                                 |     |
| Gare de Versailles-Chantiers                               | Párizs–Brest-vasútvonal Grande Ceinture line | Versailles                                                                                      |     |
| Gare de Versailles-Château-Rive-Gauche                     | Invalides-Versailles-Rive-Gauche-vasútvonal | Versailles                                                                                      |     |
| Gare de Vigneux-sur-Seine                                  | Villeneuve-Saint-Georges-Montargis-vasútvonal | Vigneux-sur-Seine                                                                               |     |
| Gare de Villabé                                            | Corbeil-Essonnes-Montereau-vasútvonal | Villabé                                                                                         |     |
| Gare de Villeneuve-Saint-Georges                           | Párizs–Marseille-vasútvonal Villeneuve-Saint-Georges-Montargis-vasútvonal                                                                                | Villeneuve-Saint-Georges                                                                        |     |
| Gare de Villeneuve-Triage                                  | Párizs–Marseille-vasútvonal | Villeneuve-Saint-Georges                                                                        |     |
| Gare de Villeneuve-le-Roi                                  | Párizs–Bordeaux-vasútvonal | Villeneuve-le-Roi                                                                               |     |
| Gare de Villeparisis - Mitry-le-Neuf                       | La Plain-Hirson-vasútvonal | Mitry-Mory                                                                                      |     |
| Gare de Villepinte                                         | Aulnay-sous-Bois-Roissy 2-RER-vasútvonal | Villepinte                                                                                      |     |
| Gare de Villiers-le-Bel - Gonesse - Arnouville             | Párizs-Lille-vasútvonal | Arnouville-lès-Gonesse                                                                          |     |
| Gare de Villiers-sur-Marne - Le Plessis-Trévise            | Párizs–Mulhouse-vasútvonal | Villiers-sur-Marne                                                                              |     |
| Gare de Vincennes                                          | Paris-Bastille-Marles-en-Brie-vasútvonal | Vincennes                                                                                       |     |
| Gare de Viroflay-Rive-Gauche                               | Párizs–Brest-vasútvonal Invalides-Versailles-Rive-Gauche-vasútvonal                                                                                      | Viroflay                                                                                        |     |
| Gare de Viry-Châtillon                                     | Villeneuve-Saint-Georges-Montargis-vasútvonal | Viry-Châtillon                                                                                  |     |
| Gare de Vitry-sur-Seine                                    | Párizs–Bordeaux-vasútvonal | Vitry-sur-Seine                                                                                 |     |
| Gare de Vosves                                             | Corbeil-Essonnes-Montereau-vasútvonal | Dammarie-les-Lys                                                                                |     |
| Gare de l'avenue Foch                                      | Ermont-Eaubonne-Champ-de-Mars-vasútvonal | Párizs Párizs 16. kerülete                                                                      |     |
| Gare de l'avenue Henri Martin                              | Ermont-Eaubonne-Champ-de-Mars-vasútvonal | Párizs Párizs 16. kerülete                                                                      |     |
| Gare de la Bibliothèque François-Mitterrand                | Párizs–Bordeaux-vasútvonal | Párizs Párizs 13. kerülete                                                                      |     |
| Gare de la Défense                                         | Párizs-Saint-Lazare-Versailles-Rive-Droite-vasútvonal | Puteaux                                                                                         |     |
| Gare de la Porte de Clichy                                 | Ermont-Eaubonne-Champ-de-Mars-vasútvonal | Párizs 17. kerülete                                                                             |     |
| Gare des Ardoines                                          | Párizs–Bordeaux-vasútvonal | Vitry-sur-Seine                                                                                 |     |
| Gare des Baconnets                                         | Ligne de Sceaux | Antony                                                                                          |     |
| Gare des Boullereaux - Champigny                           | Párizs–Mulhouse-vasútvonal | Champigny-sur-Marne                                                                             |     |
| Gare des Grésillons                                        | Ermont-Eaubonne-Champ-de-Mars-vasútvonal | Gennevilliers                                                                                   |     |
| Gare des Invalides                                         | Invalides-Versailles-Rive-Gauche-vasútvonal | Párizs Párizs 7. kerülete                                                                       |     |
| Gare des Noues                                             | Párizs-Lille-vasútvonal | Goussainville                                                                                   |     |
| Gare des Saules                                            | Choisy-le-Roi-Massy - Verrières-vasútvonal | Orly                                                                                            |     |
| Gare des Yvris - Noisy-le-Grand                            | Párizs–Mulhouse-vasútvonal | Noisy-le-Grand                                                                                  |     |
| Gare du Blanc-Mesnil                                       | La Plain-Hirson-vasútvonal | Le Blanc-Mesnil                                                                                 |     |
| Gare du Bourget                                            | La Plain-Hirson-vasútvonal | Le Bourget                                                                                      |     |
| Gare du Bras de Fer - Évry - Génopole                      | Grigny-Corbeil-Essonnes-vasútvonal | Évry Évry-Courcouronnes                                                                         |     |
| Gare du Champ de Mars - Tour Eiffel                        | Invalides-Versailles-Rive-Gauche-vasútvonal | Párizs 7. kerülete                                                                              |     |
| Gare du Chemin d'Antony                                    | Choisy-le-Roi-Massy - Verrières-vasútvonal | Antony                                                                                          |     |
| Gare du Chénay - Gagny                                     | Párizs-Strasbourg-vasútvonal | Gagny                                                                                           |     |
| Gare du Coudray-Montceaux                                  | Corbeil-Essonnes-Montereau-vasútvonal | Le Coudray-Montceaux                                                                            |     |
| Gare du Grand Bourg                                        | Villeneuve-Saint-Georges-Montargis-vasútvonal | Ris-Orangis                                                                                     |     |
| Gare du Guichet                                            | Ligne de Sceaux | Orsay                                                                                           |     |
| Gare du Luxembourg                                         | Ligne de Sceaux | Párizs 5. kerülete                                                                              |     |
| Gare du Mée                                                | Párizs–Marseille-vasútvonal | Le Mée-sur-Seine                                                                                |     |
| Gare du Parc de Saint-Maur                                 | Paris-Bastille-Marles-en-Brie-vasútvonal | Saint-Maur-des-Fossés                                                                           |     |
| Gare du Parc de Sceaux                                     | Ligne de Sceaux | Antony                                                                                          |     |
| Gare du Parc des Expositions                               | Aulnay-sous-Bois-Roissy 2-RER-vasútvonal | Villepinte                                                                                      |     |
| Gare du Plessis-Chenet                                     | Corbeil-Essonnes-Montereau-vasútvonal | Le Coudray-Montceaux                                                                            |     |
| Gare du Pont de Rungis - Aéroport d'Orly                   | Choisy-le-Roi-Massy - Verrières-vasútvonal | Thiais                                                                                          |     |
| Gare du Pont de l'Alma                                     | Invalides-Versailles-Rive-Gauche-vasútvonal | Párizs Párizs 7. kerülete                                                                       |     |
| Gare du Pont du Garigliano                                 | Invalides-Versailles-Rive-Gauche-vasútvonal | Párizs 15. kerülete                                                                             |     |
| Gare du Raincy - Villemomble - Montfermeil                 | Noisy-le-Sec-Strasbourg-Ville-vasútvonal | Le Raincy                                                                                       |     |
| Gare du Stade de France - Saint-Denis                      | Párizs-Lille-vasútvonal | Saint-Denis Saint-Denis (Seine-Saint-Denis)                                                     |     |
| Gare du Val d'Europe                                       | | Serris                                                                                          |     |
| Gare du Val de Fontenay                                    | Párizs–Mulhouse-vasútvonal Grande Ceinture line | Fontenay-sous-Bois                                                                              |     |
| Gare du Vert de Maisons                                    | Párizs–Marseille-vasútvonal | Maisons-Alfort                                                                                  |     |
| Gare du Vert-Galant                                        | La Plain-Hirson-vasútvonal | Villepinte                                                                                      |     |
| Gare du Vésinet - Le Pecq                                  | Párizs-Saint-Lazare–Saint-Germain-en-Laye-vasútvonal | Le Vésinet                                                                                      |     |
| Gare du Vésinet-Centre                                     | Párizs-Saint-Lazare–Saint-Germain-en-Laye-vasútvonal | Le Vésinet                                                                                      |     |
| Gare d’Ablon                                               | Párizs–Bordeaux-vasútvonal | Ablon-sur-Seine                                                                                 |     |
| Gare d’Achères - Grand-Cormier                             | Párizs–Le Havre-vasútvonal Grande Ceinture line | Saint-Germain-en-Laye                                                                           |     |
| Gare d’Achères-Ville                                       | Achères-Pontoise-vasútvonal | Achères                                                                                         |     |
| Gare d’Antony                                              | Ligne de Sceaux | Antony                                                                                          |     |
| Gare d’Arcueil - Cachan                                    | Ligne de Sceaux | Cachan                                                                                          |     |
| Gare d’Arpajon                                             | Párizs-Tours-vasútvonal | Arpajon                                                                                         |     |
| Gare d’Athis-Mons                                          | Párizs–Bordeaux-vasútvonal Grande Ceinture line | Athis-Mons                                                                                      |     |
| Gare d’Aulnay-sous-Bois                                    | La Plain-Hirson-vasútvonal Bondy–Aulnay-sous-Bois-vasútvonal Aulnay-sous-Bois-Roissy 2-RER-vasútvonal                                                    | Aulnay-sous-Bois                                                                                |     |
| Gare d’Ermont - Eaubonne                                   | Saint-Denis–Dieppe-vasútvonal Ermont-Eaubonne-Champ-de-Mars-vasútvonal Párizs St-Lazare–Ermont-Eaubonne-vasútvonal Ermont-Eaubonne-Valmondois-vasútvonal | Ermont                                                                                          |     |
| Gare d’Essonnes - Robinson                                 | Corbeil-Essonnes-Montereau-vasútvonal | Corbeil-Essonnes                                                                                |     |
| Gare d’Issy                                                | Invalides-Versailles-Rive-Gauche-vasútvonal | Issy-les-Moulineaux                                                                             |     |
| Gare d’Issy-Val de Seine                                   | Puteaux-Issy-Plaine-vasútvonal | Issy-les-Moulineaux                                                                             |     |
| Gare d’Ivry-sur-Seine                                      | Párizs–Bordeaux-vasútvonal | Ivry-sur-Seine                                                                                  |     |
| Gare d’Orangis - Bois de l’Épine                           | Grigny-Corbeil-Essonnes-vasútvonal | Ris-Orangis                                                                                     |     |
| Gare d’Orly-Ville                                          | Choisy-le-Roi-Massy - Verrières-vasútvonal | Orly                                                                                            |     |
| Gare d’Orry-la-Ville - Coye                                | Párizs-Lille-vasútvonal | Orry-la-Ville                                                                                   |     |
| Gare d’Orsay-Ville                                         | Ligne de Sceaux | Orsay                                                                                           |     |
| Gare d’Ozoir-la-Ferrière                                   | Párizs–Mulhouse-vasútvonal | Ozoir-la-Ferrière                                                                               |     |
| Gare d’Yerres                                              | Párizs–Marseille-vasútvonal | Yerres                                                                                          |     |
| Gare d’Égly                                                | Párizs-Tours-vasútvonal | Égly                                                                                            |     |
| Gare d’Émerainville - Pontault-Combault                    | Párizs–Mulhouse-vasútvonal | Émerainville                                                                                    |     |
| Gare d’Épinay-sur-Orge                                     | Párizs–Bordeaux-vasútvonal | Épinay-sur-Orge                                                                                 |     |
| Gare d’Épinay-sur-Seine                                    | Ermont-Eaubonne-Champ-de-Mars-vasútvonal | Épinay-sur-Seine                                                                                |     |
| Gare d’Étampes                                             | Párizs–Bordeaux-vasútvonal Étampes-Beaune-la-Rolande-vasútvonal                                                                                          | Étampes                                                                                         |     |
| Gare d’Étréchy                                             | Párizs–Bordeaux-vasútvonal | Étréchy                                                                                         |     |
| Gare d’Évry - Courcouronnes                                | Grigny-Corbeil-Essonnes-vasútvonal | Évry Évry-Courcouronnes                                                                         |     |
| Gare d’Évry-Val-de-Seine                                   | Villeneuve-Saint-Georges-Montargis-vasútvonal | Évry Évry-Courcouronnes                                                                         |     |
| Ligne de Paris-Est à Pont-Cardinet (EOLE)                  | |                                                                                                 |     |
| Nanterre – La Folie                                        | RER E | Nanterre                                                                                        |     |
| Paris Gare de Lyon                                         | Párizs–Marseille-vasútvonal | Párizs 12. kerülete                                                                             |     |
| Paris Gare du Nord                                         | Párizs-Lille-vasútvonal | Saint-Vincent-de-Paul Párizs 10. kerülete                                                       |     |
| Paris Gare d’Austerlitz                                    | Párizs–Bordeaux-vasútvonal Quai-d'Orsay–Paris-Austerlitz-vasútvonal                                                                                      | Párizs 13. kerülete                                                                             |     |
| RER C                                                      | | Párizs Yvelines Essonne Hauts-de-Seine Seine-Saint-Denis Val-de-Marne Val-d’Oise                |     |
| RER E                                                      | | Párizs Seine-et-Marne Yvelines Hauts-de-Seine Seine-Saint-Denis Val-de-Marne                    |     |
| gare de Nation                                             | | Popincourt                                                                                      |     |
| tunnel Châtelet-Gare du Nord                               | | Párizs 2. kerülete Párizs 9. kerülete Párizs 10. kerülete                                       |     |